# Discografie van Rolf Sanchez
Hieronder volgt de discografie van de Dominicaans-Nederlandse zanger Rolf Sanchez, met name zijn albums, zijn nummers met een notering in een hitlijst, zijn Top 2000-noteringen en overige nummers. 

## Albums
| Album    | Verschijnen | Label       | Hitlijsten | Hitlijsten | Hitlijsten | Hitlijsten | Opmerkingen                        |
| Album    | Verschijnen | Label       | BE (VL)    | BE (VL)    | NL         | NL         | Opmerkingen                        |
| Album    | Verschijnen | Label       | Piek       | Weken      | Piek       | Weken      | Opmerkingen                        |
| -------- | ----------- | ----------- | ---------- | ---------- | ---------- | ---------- | ---------------------------------- |
| Mi viaje | 27 mei 2022 | 8ball Music | —          | —          | 2          | 3          | Studioalbum / Platina in Nederland |

## Nummers met notering(en) in een hitlijst
| Lied                                                | Verschijnen      | Album                  | Hitlijsten | Hitlijsten | Hitlijsten  | Hitlijsten  | Hitlijsten   | Hitlijsten   | Opmerkingen                                                |
| Lied                                                | Verschijnen      | Album                  | BE (VL)    | BE (VL)    | NL (Top 40) | NL (Top 40) | NL (Top 100) | NL (Top 100) | Opmerkingen                                                |
| Lied                                                | Verschijnen      | Album                  | Piek       | Weken      | Piek        | Weken       | Piek         | Weken        | Opmerkingen                                                |
| --------------------------------------------------- | ---------------- | ---------------------- | ---------- | ---------- | ----------- | ----------- | ------------ | ------------ | ---------------------------------------------------------- |
| Ave Maria                                           | 9 juli 2011      | —                      | —          | —          | —           | —           | 73           | 1            |                                                            |
| Voy a bailar (met Ali B, Boef en RedOne)            | 28 juli 2017     | —                      | —          | —          | 9           | 15          | 13           | 18           | Dubbelplatina in Nederland                                 |
| Ai (met Tabitha en Poke)                            | 15 februari 2019 | HIT-SIG (van Tabitha)  | —          | —          | —           | —           | 28           | 32           | Platina in Nederland                                       |
| Pa Olvidarte (met Emma Heesters)                    | 18 oktober 2019  | —                      | —          | —          | 2           | 21          | 2            | 81           | Alarmschijf / 4× Platina in Nederland                      |
| Qué hay de mal (met Belle Pérez)                    | 18 oktober 2019  | —                      | tip44      | —          | —           | —           | —            | —            |                                                            |
| Como tu                                             | 13 maart 2020    | —                      | —          | —          | 22          | 11          | 57           | 9            | Alarmschijf / Goud in Nederland                            |
| Más más más                                         | 17 juli 2020     | Mi viaje               | 8          | 21         | 1 (2 wkn)   | 18          | 1 (2 wkn)    | 56           | Alarmschijf / Dubbelplatina in Nederland en goud in België |
| Ik wens                                             | 27 november 2020 | —                      | —          | —          | tip15       | —           | —            | —            |                                                            |
| Ven ven                                             | 29 januari 2021  | Mi viaje               | tip3       | —          | 10          | 13          | 23           | 16           | Goud in Nederland                                          |
| Een moment (met Marco Borsato en John Ewbank)       | 12 maart 2021    | —                      | 33         | 2          | 26          | 2           | 12           | 5            |                                                            |
| Hef je glas (met Marco Borsato en John Ewbank)      | 12 mei 2021      | —                      | 24         | 6          | 24          | 4           | 32           | 10           |                                                            |
| Increíble (met Kris Kross Amsterdam)                | 30 juli 2021     | Mi viaje               | —          | —          | 32          | 5           | 63           | 7            |                                                            |
| Doe nou niet (met La$$a)                            | 1 oktober 2021   | —                      | —          | —          | tip22       | —           | —            | —            |                                                            |
| Te amaré                                            | 12 november 2021 | —                      | —          | —          | tip9        | —           | —            | —            |                                                            |
| Mañana (met Bilal Wahib)                            | 18 februari 2022 | Mi viaje               | —          | —          | tip6        | —           | 38           | 5            |                                                            |
| Missen zou (met Thomas Acda en Kraantje Pappie)     | 25 maart 2022    | —                      | —          | —          | 27          | 7           | 67           | 9            | Alarmschijf, NPO Radio 2 TopSong                           |
| Darte un beso                                       | 6 mei 2022       | Mi viaje               | —          | —          | 12          | 12          | 67           | 9            |                                                            |
| Zin in de zomer man (met Bizzey en Kraantje Pappie) | 4 mei 2023       | Four Juno (van Bizzey) | —          | —          | 17          | 8           | 8            | 17           | Goud in Nederland                                          |
| Ik denk aan jou                                     | 1 september 2023 | —                      | —          | —          | tip23       | —           | —            | —            |                                                            |

## NPO Radio 2 Top 2000
| Nummers met noteringen in de NPO Radio 2 Top 2000 | '20  | '21  | '22 | '23  |
| ------------------------------------------------- | ---- | ---- | --- | ---- |
| Missen zou (met Thomas Acda & Kraantje Pappie)    | ×    | ×    | -   | 1979 |
| Pa Olvidarte (met Emma Heesters)                  | 1152 | 1795 | -   | -    |

1. ↑  Een '-' betekent dat het nummer niet was genoteerd, een '×' betekent dat het nummer nog niet was uitgebracht en een vetgedrukt getal geeft de hoogste notering van een nummer aan.
2. ↑  2020 was het eerste jaar met een notering voor Rolf Sanchez.
3. ↑  Deze tabel is bijgewerkt tot en met de laatste editie (2024).

## Andere liedjes in het Spaans
- 2019: Qué hay de mal (Belle Pérez & Rolf Sanchez)[1]
- 2019: Por Si No Te Vuelvo a Ver[2]